# My Little Eye
My Little Eye és una pel·lícula de terror britànica del 2002 dirigida per Marc Evans sobre cinc adults que accepten passar sis mesos junts en una mansió aïllada mentre són filmats en tot moment. La idea de la pel·lícula va sorgir de programes de telerealitat com ara Big Brother. El títol fa referència al joc d'endevinalles Veig veig.

## Argument
Cinc concursants, Matt (Sean Cw Johnson), Emma (Laura Regan), Charlie (Jennifer Sky), Danny (Stephen O'Reilly) i Rex (Kris Lemche), accepten participar en un webcast de realitat, on hauran de passar sis mesos en una casa per guanyar 1 milió de dòlars. Si algú marxa, ningú guanya els diners. A prop del final dels sis mesos, la tensió entre els concursants augmenta després que l'Emma trobi missatges estranys que creu que provenen d'un home del seu passat i arriben els paquets de menjar que contenen una carta que afirma que l'avi de Danny ha mort i una pistola amb cinc bales.
Una nit, arriba un home anomenat Travis Patterson (Bradley Cooper) afirmant que està perdut al bosc i que el seu GPS ha mort. Tot i afirmar que és un programador d'Internet, afirma no reconèixer cap dels concursants ni haver sentit mai parlar del programa. Més tard aquella nit, Travis té relacions sexuals amb Charlie, i després parla en secret directament a una càmera per comunicar-se amb qui els està mirant. L'endemà al matí, Travis se'n va i Danny descobreix la seva motxilla fora coberta de sang i feta trossos. Els concursants assumeixen que va ser atacat per un animal, però Rex creu que Travis treballa per a la gent que dirigeix el seu programa i que tot és un truc per fer-los sortir de casa i perdre els diners del premi.
L'Emma descobreix la seva roba interior entre les pertinences de Danny i s'enfronta a ell, sense saber que Travis les va plantar allà la nit anterior. Danny ho nega i intenta fer les paus donant-li un gat de fusta tallada amb cruesa, que l'Emma i en Charlie ridiculitzen, mentre Danny escolta.
L'endemà al matí, el grup descobreix que Danny s'ha suïcidat penjant-se del balcó de l'escala amb una corda. Els convidats finalment decideixen marxar, però després de no poder contactar amb ningú per ràdio, decideixen esperar fins l'endemà al matí. Rex utilitza la unitat GPS de la bossa d'en Travis i el seu ordinador portàtil per accedir a Internet per saber més sobre l'espectacle, però no pot trobar cap prova del seu programa en línia.
Rex només pot trobar un lloc beta molt xifrat, que requereix una tarifa de 50.000 $ per accedir-hi, i mostra una pàgina web amb les seves imatges i les seves apostes. El grup decideix que marxaran l'endemà al matí, encara que Rex i Emma pugen al terrat per encendre una bengala. Mentre Charlie i Matt romanen a la casa, Matt li pregunta a una càmera si l'ha de matar, abans d'ofegar-la amb una bossa de plàstic.
Més tard, mentre l'Emma està dormint, en Rex baixa les escales i és decapitat amb una destral per Matt. Matt desperta l'Emma i la porta a l'àtic, dient-li que està sent perseguit i que els altres estan morts. Aleshores fa avenços a l'Emma, que es nega, i intenta violar-la, abans que ella l'apunyali per l'esquena i fugi corrent.
L'Emma surt corrents i troba un agent de policia, que l’emmanilla dins del cotxe i entra a casa. Aleshores, un Matt ferit s'arrossegueix, demanant al policia que el deixi matar l'Emma, ja que va passar sis mesos a casa amb ella. Adonant-se que estan treballant junts, l'Emma s'escapa del cotxe i intenta córrer, però la policia li dispara a l'esquena amb un rifle.

Matt i el policia seuen a la cuina discutint la configuració que van crear amb Travis per als seus clients ben pagats que volen presenciar els assassinats. Quan el policia diu que sempre hi ha "cinc ximples" amb els quals jugar, Matt el corregeix a quatre i després rep un tret al cap. Aleshores, el policia marxa, parlant amb Travis per la ràdio, mentre que Emma es veu tancada en una petita habitació, sense poder escapar. Mentre s'enfonsa cridant, les càmeres que filmen totes s'apaguen, una per una.

## Repartiment
- Sean Cw Johnson com a Matt
- Kris Lemche com a Rex
- Stephen O'Reilly com a Danny
- Laura Regan com a Emma
- Jennifer Sky com a Charlie
- Nick Mennell com a el policia
- Bradley Cooper com a Travis Patterson

## Mitjans domèstics
My Little Eye està disponible en DVD d'Universal Pictures amb la majoria de les característiques especials disponibles a l'edició especial de la Regió 2, incloent comentaris dels cineastes i escenes suprimides. Hi ha un mode d'àudio "Conversations of the Company (Eavesdropping Audio Track)" que permet a l'espectador escoltar les converses radiofòniques entre els membres de la companyia: Travis i "el policia". Tanmateix, durant aquest mode, l'espectador no pot escoltar tots els diàlegs del repartiment a l'escena. Un llançament del Regne Unit conté un "Mode especial" on els espectadors veuen la pel·lícula des de la perspectiva d'un subscriptor d'Internet i es desbloquegen més funcions addicionals a mesura que avança la pel·lícula. Podeu veure altres coses que passen a 'lacasa' en temps real.

## Recepció
La pel·lícula va rebre crítiques generalment positives i té un 70% a Rotten Tomatoes basat en 23 ressenyes, amb una puntuació mitjana de 5,4/10.